# Tidgituk
Tidgituk (in aleutino Aakutanas) è una piccola isola che fa parte delle Andreanof, nell'arcipelago delle Aleutine, e appartiene all'Alaska (USA). Si trova all'ingresso della South Bay sulla costa meridionale di Tanaga; è lunga 300 m e ha un'altezza di soli 2 m s.l.m.
È stata registrata con il nome Tidgitok dal capitano Teben'kov, della Marina imperiale russa nel 1852.